# Újezd u Sezemic
Újezd u Sezemic là một làng thuộc huyện Pardubice, vùng Pardubický, Cộng hòa Séc.